# Красноярово (Иркутская область)
Красноярово — село в Киренском районе Иркутской области России. В административном плане находится на межселенной территории. Село расположено на правом берегу реки Лена, примерно в 61 км к юго-западу от районного центра, города Киренск, на высоте 285 метров над уровнем моря.

## Население
В 2002 году численность населения села составляла 58 человек (31 мужчина и 27 женщин). По данным переписи 2010 года, в селе проживал 41 человек (23 мужчины и 18 женщин).

## Улицы
Уличная сеть села состоит из 4 улиц.